# Seehof
För andra betydelser, se Seehof (olika betydelser).
Seehof är en kommun i distriktet Jura bernois i kantonen Bern, Schweiz. Kommunen har 66 invånare (2023).
Kommunen består av friliggande gårdar och någon ort med namnet Seehof finns inte. Kommunen har tyskspråkig majoritet trots att den ligger i det franskspråkiga distriktet Jura bernois.